# A&M Records
A&M Records er et tidligere amerikansk pladeselskab, der blev grundlagt som et uafhængigt selskab af Herb Alpert og Jerry Moss i 1962. Efter at have opnået succes med sine udgivelser blev selskab i 1989 købt af PolyGram i 1989, hvorefter selskabet distribuerede udgivelser fra Polydor Records. PolyGram blev opkøbt af Seagram og fusioneret ind i Universal Music Group (UMG) i 1998. I 1999 fusionerede UMG sine mærker Geffen Records og Interscope Records samt A&M ind i et nyt pladeselskab Interscope Geffen A&M Records, hvorved A&M ophørte som selvstændigt selskab. I 2007 annoncerede Interscope Geffen A&M, at A&M blev genoplivet som varemærke og brand og skulle lægges under Octone Records for at danne A&M Octone Records, som fungerede indtil 2014, hvor A&M Octone lagt under Interscope. I dag administreres A&M's bagkatalog af Verve Records, Universal Music Enterprises og Interscope.

## Historie

### Grundlæggelse
A&M Records blev grundlagt i 1962 af Herb Alpert og Jerry Moss. Selskabet havde oprindeligt navnet Carnival Records og udgav to singler under dette navn, indtil grundlæggerne fandt ud af, at der allerede eksisterede et pladeselskab under navnet Carnival Records, hvorfor de ændrede navnet til A&M Records efter Alperts og Moss' initialer. Fra 1966 til 1999 havde selskabet hovedkontor i de historiske Charlie Chaplin Studios på 1416 North La Brea Avenue, nær Sunset Boulevard i Hollywood i Los Angeles.
Op igennem 1960'erne og 1970'erne udgav A&M indspilninger med artister som Herb Alpert & the Tijuana Brass, Burt Bacharach, Sérgio Mendes & Brasil ’66, Joan Baez, Liza Minnelli, Rita Coolidge, Wes Montgomery m.fl., og ved indgangen til 1970'erne var A&M blevet verdens største uafhængige pladeselskab.
I 1969 etablerede A&M en afdeling i Storbritannien, der op igennem 1970'erne indgik pladekontrakter med en række britiske artister som Cat Stevens, Joe Cocker, Procol Harum, Humble Pie, Free, The Move, Spooky Tooth, The Police, Supertramp, Nazareth, Supertramp, Joan Armatrading, Peter Frampton m.fl. Den 10. marts 1977 underskrev A&M en pladekontrakt med Sex Pistols foran Buckingham Palace efter at bandet kort forinden var blevet droppet af EMI men A&M droppede selv Sex Pistol få dage efter eventen ved Buckingham Palace. Den amerikanske afdeling havde succes med artister som The Carpenters, Captain and Tennille, The Flying Burrito Brothers, Quincy Jones, Stealers Wheel, Billy Preston m.fl.
I 1980'erne fastholdt A&M sin position som førende independent label med artister som Orchestral Manoeuvres in the Dark, Janet Jackson, Sting, Falco, Bryan Adams, Suzanne Vega, The Human League, Joe Jackson m.fl.

### Salg til PolyGram
A&M blev i 1989 solgt til PolyGram for 500 millioner dollar. Alpert og Moss fortsatte med at drive selskabet under PolyGrams ejerskab indtil 1993. I 1998 sagsøgte Alpert and Moss PolyGram for at havde forbrudt sig mod et aftalevilkår om, at A&M skulle bevare sin selvstændige identitet, og PolyGram betalte herefter 200 millioner $ til de to oprindelige stiftere.
Under PolyGrams ejerskab i 1990'erne udgav A&M album med bl.a. Soundgarden, Amy Grant, John Hiatt, Sting, Sheryl Crow m.fl.

### Universal Music Group og sammenlægning til Interscope Geffen A&M
I 1998 blev PolyGram købt af Seagram og fusioneret ind i Universal Music Group, A&M blev herefter lagt ind under Universal Music Groups nydannede label Interscope Geffen A&M og A&M blev herefter i januar 1999. Selvom A&M var lukket blev mærket A&M fortsat anvendt på udgivelser fra bl.a. Sting, Snow Patrol og The Black Eyed Peas.
I februar 2007 indgik Interscope-Geffen-A&M aftale med Octone Records om at genoplive A&M mærket under A&M Octone Records med global distribution af Universal Music Group. Efter seks års drift solgte Octone Records sin andel af A&M Octone til Universal, der herefter lagde A&M ind under Interscope.